# Dibrova, Luhînî
Dibrova (în ucraineană Діброва) este un sat în comuna Bovsunî din raionul Luhînî, regiunea Jîtomîr, Ucraina.

## Demografie
Componența lingvistică a localității Dibrova
     Ucraineană (97,5%)
     Rusă (2,5%)
Conform recensământului din 2001, majoritatea populației localității Dibrova era vorbitoare de ucraineană (97,5%), existând în minoritate și vorbitori de rusă (2,5%).